# 早川浪
早川 浪（はやかわ なみ、本名・関 浪〈せき なみ〉、韓国名:嚴 恵浪〈オム・ヘラン、엄혜랑〉、1984年10月6日 - ）は、大韓民国・全州出身の日本のアーチェリー選手である。身長166cm、体重62kg。全北体育高校から日本体育大学体育学部体育学科卒業。妹である早川漣もアーチェリー選手。

## 来歴
小学校5年生からアーチェリーを始める。始めた当初はきつくて、僅か3日余りで辞めてしまった。しかしコーチの説得により、再びアーチェリーを始め、才能を開花しジュニア代表にも選出。その後、スポーツエリート校の全北体育高校に進学。全北体育高校卒業後、実業団に就職した。実業団時代にはヨーロッパジュニアグランプリ優勝、国内大会で銅メダルなどの成績を残す。その一方で、韓国での競技漬けの毎日に疑問を持ち、競技と勉強を両立するために母が住む日本への留学を考える。
2004年、来日。兵庫県尼崎市の日本語学校に通い、日本語の勉強をした。本人によると日本語だけでなく、ネイルアートの技術を学ぼうと思って来日したという。しかしアーチェリーを捨て切れず、日本体育大学に入学し、再びアーチェリーを始める。その後、妹の早川漣も母と姉を慕い日本へ移り、日本体育大学に進学した。妹は2008年の神奈川県国体予選で姉の持つ70mダブルの日本新記録にあと1点と迫る好記録を射ち、注目を集めた。
2006年1月、日本国籍を取得。2007年の世界室内選手権で初優勝を決める。更に同年のワールドカップでは144射で1363点の日本新記録、70m（36射）で335点の日本新記録を出した。そして世界選手権では女子リカーブ個人70mで336点の日本新記録で予選4位。最終的には17位に入り、北京オリンピック出場を決めた。
2008年5月、北京オリンピックテスト大会個人6位。同年8月に開かれた北京オリンピック団体8位入賞に貢献し、個人戦でも6位入賞という成績を残した。個人戦6位という成績は、日本女子として史上3人目の入賞となった。
2009年3月、日本体育大学卒業。4月からは兵庫県にある甲南女子大学教職員として赴任。2012年末に渋谷アーチェリー秋葉原店を退社後、2013年に日本人男性と結婚。現在、二児の母である。

## 人物
好きな日本語は「やればできる」。趣味は裁縫・刺繍、韓国のテレビを見る事。